# A Cowboy's Best Girl
A Cowboy's Best Girl è un cortometraggio muto del 1912 diretto da Otis B. Thayer.

## Produzione
Il film fu prodotto da William Nicholas Selig per la sua compagnia, la Selig Polyscope Company.

## Distribuzione
Distribuito dalla General Film Company, il film - un cortometraggio di una bobina - uscì nelle sale cinematografiche statunitensi il 16 gennaio 1912.